# Bussewitz (Schiff)
Der Flüssiggastanker Bussewitz war ein 1983 von der Deutschen Seereederei Rostock (DSR), der Staatsreederei der Deutschen Demokratischen Republik in Dienst gestelltes Tankschiff für den Ammoniak-Transport zwischen Ostseehäfen der ehemaligen UdSSR und Rostock. Es diente in erster Linie zur Versorgung des südlich von Rostock neu errichteten VEB Düngemittelwerk Rostock in der Nähe des Dorfes Bussewitz.

## Geschichte
Am 27. August 1983 erfolgte das Aufschwimmen des Schiffes im Baudock in Kiel. Ungewöhnlich für ein Schiff der Deutfracht / Seereederei war der Anstrich des Schiffsrumpfes mit roter Farbe. Für gewöhnlich hatten die Schiffsrümpfe der Reederei einen hellgrauen Anstrich. Am 18. Juni 1990 wurde die Bussewitz auf die Deutsche Seereederei GmbH Rostock übertragen. Mit dem 2. März 1992 beginnt eine Zeitcharter mit Norsk-Hydro A/S, Oslo. 1993 wird das Schiff neu vermessen mit BRZ 14377 und tdw 13935. Am 1. Januar 1994 übernimmt die Reederei F. Laisz GmbH Rostock das Tankschiff und 1994 die Deutsche Seereederei Rostock Bulkschifffahrts GmbH Rostock. Eine Weitergabe erfolgte am 13. Februar 1997 in Middlesbrough an Venus Shipping & Trading Company, Monrovia. Bis zum 27. September 2006 trägt das Schiff den Namen Bussewitz, dann den neuen Namen BW Havlys. Das Schiff wurde nach dreißigjähriger Dienstzeit Anfang 2013 außer Dienst gestellt und ab 20. März desselben Jahres in Aliağa abgewrackt.

## Das Schiff
Das auf der Howaldtswerke-Deutsche Werft HDW vom Stapel gelaufene Schiff war für den Transport von Ammoniak und anderer Flüssiggase wie Butan, 1,3-Butadien und Propylen geeignet. Die für Temperaturen bis minus 48 Grad Celsius ausgelegten Ladetanks in Form von vier liegenden Doppelzylindern waren in vier voneinander gasdicht getrennten Laderäumen untergebracht. Die Lagerung der Doppeltanks erfolgte auf den Tanks angepassten Fest- und Gleitlagern. Dadurch konnten temperaturbedingte Materialspannungen der Tankwandungen ausgeglichen werden. Um während der Leerreise die Temperaturen in den Tanks niedrig zu halten, verblieb ein Ladungsrest von etwa einhundert Tonnen in den Tanks. Als Feuerlöscheinrichtungen waren eine Seewasserfeuerlöschanlage, ein Wassersprühsystem, ein CO2-Löschsystem, eine Trockenpulverlöschanlage sowie Rauchmeldeanlagen und automatische Feuerklappen auf dem Schiff installiert. Das Schiff wurde mehrere Jahre hintereinander mit dem Safety Award der Norsk Hydro ausgezeichnet. Als Antriebsanlage wurde ein MAN-Dieselmotor, in Lizenz gefertigt im VEB Maschinenbau Halberstadt, eingebaut, der direkt auf den Verstellpropeller wirkt. Für die Besatzung standen Einzelkabinen, ein Schwimmbecken, eine Sauna sowie ein Sport- und Hobbyraum zur Verfügung.